# 띠예
띠예(본명: 화지예, 2009년~)는 대한민국의 키즈 크리에이터이다. 주로 ASMR, 먹방, 브이로그 동영상을 올린다. 띠예라는 이름은 자신의 본명인 지예로부터 생겨났다. 띠예의 영상에는 대표적으로 화제를 일으킨 바다포도 영상과 동치미 무 영상이 있다. 동치미 무 영상의 경우, 많은 사람들이 패러디를 하였다.

## 생애
2009년에 출생하여 2017년 11월 19일에 유튜브에 가입하였다. 2018년 11월 2일 유튜브에 첫 동영상인 '바다포도 먹어보기'를 업로드하였다. 2019년 5월 26일 잠실야구장에서 시구자로 참여하였고, 같은 해 10월 11일에 수학 공부를 하겠다며 유튜브 휴식을 선언하였다.

## 영상과 채널의 특성
띠예의 영상은 바다포도, 머랭 쿠키, 동치미 무, 식용 색종이 등을 씹어 먹는 소리를 들려 주는 ASMR(자율 감각 쾌락 반응) 영상이다. 화려하기보다 어설프지만, 잠옷을 입고 영상을 찍거나 테이프로 이어폰을 고정하고, 무료 동영상 편집 프로그램인 키네마스터를 사용하는 등 순수한 모습에 큰 인기를 끌었다. 띠예의 유튜브를 구독하는 시청자들은 랜선을 통한 이모가 되어 주겠다는 등 띠예와의 소통을 시도하고, 해학적이고 기발한 댓글을 다는 일명 ‘주접 댓글’을 달면서 동영상을 즐겼다. ‘달콤이(들)’이라 불리는 띠예의 팬들은 영상에 악성 댓글이 달리면 이를 반박하고 띠예를 응원하는 댓글을 달았으며, 띠예의 미래를 고민하기도 하였다. 띠예 역시 댓글과 공지 게시글 등의 방식으로 구독자와 소통하고, 그들의 의견을 반영하여 영상을 찍어 직접 편집하여 올리는 등, 띠예의 채널은 일종의 커뮤니티로서의 성격을 강하게 지녔다.
그러나 띠예의 방송을 사칭한 계정이 생기거나 허락 없이 띠예의 영상을 모방하는 유튜버가 등장하는 등의 사건이 뒤따랐고, 띠예의 자아가 악성 댓글 등 혐오발언으로부터 보호받기 어려움을 우려하는 시각도 나타났다. 일부 누리꾼은 시청자들의 댓글 문화가 띠예와 자신들의 나이를 대비함으로써 유아를 대상화한다고 지적하였다. 급기야 2018년 12월 중순에 띠예가 올린 여러 영상이 신고 누적으로 게시가 중단되었으며, 며칠 만에 맨 처음 올렸던 바다포도 영상만 남게 되었다. 띠예의 구독자가 늘고 채널이 성장하는 것을 못마땅하게 여긴 누리꾼들이 집단으로 나서 거짓으로 신고하였다고 추정되었으며, 띠예의 부모는 악성 댓글에 강력히 대응하겠다는 입장을 밝혔다. 게시가 중단되었던 영상은 복구되었지만, 2019년 1월에 새로 올린 김치전 ASMR 영상이 며칠 만에 다시 정지되는 일이 이어졌다. 2019년 3월, 유튜브 측의 정책 변경으로 띠예의 영상에는 댓글을 달 수 없게 되었다.